# Ventura Rodríguez (metropolitana di Madrid)
Ventura Rodríguez è una stazione della linea 3 della metropolitana di Madrid.
Si trova sotto alla Calle de la Princesa all'altezza della Calle del Duque de Liria, tra i distretti Centro e Moncloa-Aravaca.
La denominazione è un omaggio al celebre architetto del XVIII secolo Ventura Rodríguez.

## Storia
La stazione fu costruita a fine anni trenta ma fu aperta al pubblico nel 1941 in corrispondenza dell'ampliazione della linea 3 da Sol ad Argüelles. Tra il 2003 e il 2006 fu completamente ridisegnata e fu costruito un nuovo vestibolo. Le pareti furono ricoperte di vitrex color azzurro e in alcuni punti si possono ammirare testi e foto degli edifici della zona.

## Accessi
Ingresso Ventura Rodríguez
- Princesa, dispari Calle de la Princesa, 23
- Princesa, pari Calle de la Princesa, 22
- Ascensore Calle de la Princesa, pari